# Fuchu
Fuchu (負芻) bio je kralj države Chua u drevnoj Kini, jedan od njenih posljednjih vladara.
Bio je jedan od sinova kralja Kaoliea od Chua, a majka mu je bila kraljeva konkubina.
Njegov brat je bio kralj You, kojeg je naslijedio Fuchuov drugi brat Ai. Fuchuove su pristaše ubile Aija te je Fuchu zavladao.
223. prije nove ere vojska Qina je svrgnula Fuchua.
Zbog svoga zlodjela Fuchu nije dobio postumno ime; Fuchu je bilo njegovo osobno ime.

## Imena
- Osobno ime: Fùchú
- Klansko ime: Xióng
- Prezime: Mǐ (羋)